# W pustyni i w puszczy (muzyka do filmu Gavina Hooda)
W pustyni i w puszczy – album ze ścieżką dźwiękową skomponowaną oryginalnie przez Krzesimira Dębskiego do filmu w reżyserii Gavina Hooda na motywach powieści Henryka Sienkiewicza, wydany w 2001 roku przez wydawnictwo muzyczne Warner Music Poland.
Obok muzyki skomponowanej przez Krzesimira Dębskiego, na płycie znalazły się piosenki zaśpiewane, m.in. przez: Beatę Kozidrak, Annę Jurksztowicz, Annę Marię Jopek, Stanisława Sojkę. Krążek, zawierający 20 utworów, wznowiło w 2020 roku wydawnictwo Si Music.
Album uzyskał status złotej płyty.

## Lista utworów
| Nr  | Tytuł utworu                              | Kompozytor | Długość |
| --- | ----------------------------------------- | --- | ------- |
| 1.  | „Staś i Nel”                              | Stanisław Sojka, Martyna Sojka, Arka Noego                                                                                                | 4:18    |
| 2.  | „Mama Afryka”                             | Anna Jurksztowicz, Anna Maria Jopek, Artur Gadowski, Beata Kozidrak, Majka Jeżowska, Mauritz Lotz, Mieczysław Szcześniak, Stanisław Sojka | 4:48    |
| 3.  | „Afryka piękna i smutna”                  | | 3:45    |
| 4.  | „Arabska rewolucja”                       | | 2:06    |
| 5.  | „Pustynna burza”                          | | 3:30    |
| 6.  | „Usemncane”                               | | 1:14    |
| 7.  | „Niedola niewoli”                         | | 2:42    |
| 8.  | „Febra”                                   | | 3:16    |
| 9.  | „Źli ludzie na pustyni”                   | | 1:17    |
| 10. | „Aldandana”                               | | 1:21    |
| 11. | „Gdzie jest nasz dom, Stasiu?”            | | 4:13    |
| 12. | „Nel i King”                              | | 3:34    |
| 13. | „Pieśń Kalego”                            | Shaluza Max Mntambo | 2:06    |
| 14. | „Lęki i strachy”                          | | 3:43    |
| 15. | „U kresu sił”                             | | 2:26    |
| 16. | „Nel i Saba”                              | | 2:28    |
| 17. | „Świat dla odważnych”                     | Majka Jeżowska | 3:44    |
| 18. | „Nahima Vara Raha (Kali Nie Boi Stracha)” | Anna Jurksztowicz | 4:39    |
| 19. | „Pieśń baobabu”                           | Anna Jurksztowicz, Mieczysław Szcześniak                                                                                                  | 4:41    |
| 20. | „Rzeka marzeń”                            | Beata Kozidrak | 4:35    |
|     |                                           | | 1:04:26 |